# Trin
För andra betydelser, se Trin (olika betydelser).
Trin (föråldrad tysk namnform Trins) är en ort och kommun i regionen Imboden i kantonen Graubünden, Schweiz. Kommunen har 1 525 invånare (2023).  Förutom byn Trin finns i kommunen även byarna Digg och Mulin.
Den ligger på vänster sida av floden Vorderrhein, strax före dess utflöde i Rhen. Merparten av den förvärvsarbetande befolkningen pendlar ut till Domat/Ems, Flims och Chur.

## Språk
Det nedärvda språket i Trin är en dialekt av rätoromanska som ligger närmare det sutselviska idiomet än det surselviska. Av tradition har man dock använt det surselviska skriftspråket. 
Under senare delen av 1900-talet har dock andelen tyskspråkiga ökat kraftigt, främst genom inflyttning, och är numera i majoritet. Vid folkräkningen 2000 uppgav två av fem i Trin att de behärskade rätoromanska, men bara en av fem angav det som sitt huvudspråk.
Låg- och mellanstadieskolan i Trin hade förr rätoromanska som undervisningspråk, men från och med 2004 är den tysk-rätoromanskt tvåspråkig enligt språkbadsmodellen. 

## Religion
I samband med reformationen, 1535, lämnade Trin katolicismen.